# Challenger de Vercelli 2014
El Città di Vercelli – Trofeo Multimed 2014 fue un torneo de tenis profesional jugado en canchas de tierra batida. Se disputó la primera edición del torneo que formó parte del circuito ATP Challenger Tour 2014. Se llevó a cabo en Vercelli, Italia entre el 21 y el 27 de abril de 2014.

## Jugadores participantes del cuadro de individuales
| Favorito | País                       | Jugador               | Rank1 | Posición en el torneo |
| -------- | -------------------------- | --------------------- | ----- | --------------------- |
| 1        | Bandera de Alemania        | Dustin Brown          | 87    | Segunda ronda         |
| 2        | Bandera de Alemania        | Jan-Lennard Struff    | 96    | Primera ronda         |
| 3        | Bandera de Bélgica         | David Goffin          | 105   | Segunda ronda         |
| 4        | Bandera de Eslovenia       | Aljaž Bedene          | 111   | Primera ronda         |
| 5        | Bandera de República Checa | Jan Hájek             | 127   | Segunda ronda         |
| 6        | Bandera de Francia         | Pierre-Hugues Herbert | 134   | Primera ronda         |
| 7        | Bandera de Eslovaquia      | Andrej Martin         | 139   | Primera ronda         |
| 8        | Bandera de Italia          | Potito Starace        | 150   | Cuartos de final      |

| Posición en el torneo   |
| ----------------------- |
| Primera y segunda ronda |
| Cuartos de final        |
| Semifinales             |
| FINAL                   |
| CAMPEÓN                 |

- 1 Se ha tomado en cuenta el ranking del día 7 de abril de 2014.

### Otros participantes
Los siguientes jugadores recibieron una invitación (wild card), por lo tanto ingresan directamente al cuadro principal (WC):
- Matteo Donati
- Stefano Napolitano
- Stefano Travaglia
- Simone Bolelli

Los siguientes jugadores ingresan al cuadro principal tras disputar el cuadro clasificatorio (Q):
- Federico Gaio
- Nicolas Reissig
- Mate Delić
- Kyle Edmund

Los siguientes jugadores ingresan al cuadro principal como alternantes (Alt):
- Benjamin Balleret

## Jugadores participantes en el cuadro de dobles

### Cabezas de serie
| Favorito | País                | Jugador           | País                | Jugador            | Rank1 | Posición en el torneo |
| -------- | ------------------- | ----------------- | ------------------- | ------------------ | ----- | --------------------- |
| 1        | Bandera de Polonia  | Mateusz Kowalczyk | Bandera de la India | Purav Raja         | 160   | Primera ronda         |
| 2        | Bandera de Alemania | Dustin Brown      | Bandera de Alemania | Alexander Satschko | 202   | Primera ronda         |
| 3        | Bandera de Italia   | Alessandro Motti  | Bandera de Italia   | Potito Starace     | 270   | Cuartos de final      |
| 4        | Bandera de Italia   | Riccardo Ghedin   | Bandera de Italia   | Claudio Grassi     | 276   | Primera ronda         |

- 1 Se ha tomado en cuenta el ranking del día 14 de abril de 2014.

## Campeones

### Individual Masculino
- Simone Bolelli derrotó en la final a  Mate Delić 6-2, 6-2.

### Dobles Masculino
- Matteo Donati /  Stefano Napolitano  derrotaron en la final a  Pierre-Hugues Herbert /  Albano Olivetti 7-62, 6-3.